# Tanzenbergtunnel
Der Tanzenbergtunnel ist ein zweiröhriger Tunnel der Semmering Schnellstraße S6 in Österreich und östlichster Teil der Tunnelkette Bruck. Er durchquert den 681 m ü. A. hohen Tanzenberg, liegt südlich von Kapfenberg und der Mürz.
Seine Errichtung war notwendig um nahe dem dicht bebauten engen Mürztal eine Umfahrung für Kfz der benachbarten Städte Kapfenberg und Bruck an der Mur zu realisieren. Kapfenberg wird mit Exit 73 der S6 im Osten angeschlossen, nach 500 m folgt die 2,5 km lange Durchtunnelung des Tanzenbergs und ebenso in Richtung Südwest die Nutzung des Geländefurche des Kaltbachs auf etwa 2,5 km über Flur (zuletzt aufgestelzt), um nach insgesamt 5,5 km Bruck mittels des Nordendes der S35 anzubinden.
Die Nordröhre, die 2502 m lang ist und den Verkehr in Richtung Bruck/Mur bringt, wurde am 14. November 1983 in Betrieb genommen. Sie besaß damals noch eine Zwischendecke und war mit einer Halbquerlüftung ausgeführt. Im Zuge der letzten Sanierung wurde diese Decke abgetragen und eine Längslüftung hergestellt. Die 2519 m lange Südröhre (Verkehr in Fahrtrichtung Wien) ging am 30. Juni 1985 in Betrieb und wurde bereits damals mit einer Längslüftung ausgestattet.
Im Jahr 2001 passierten durchschnittlich 20.800 Fahrzeuge pro Tag den Tunnel, davon 12 % Lkw. Mittlerweile hat sich diese Anzahl auf ca. 26.500 Fahrzeuge mit einem Lkw-Anteil von rund 13 % erhöht. Für das Jahr 2025 wird anhand einer Verkehrsprognose mittlerweile von rund 34.000 Fahrzeugen, davon ca. 15 % Lkw-Anteil, ausgegangen.
Aufgrund der veralteten Tunnelsicherheitstechnik und des fortwährend steigenden Verkehrsaufkommens wurde der Tanzenbergtunnel von 22. Oktober 2007 bis 2. April 2009 (Öffnung für Vollbetrieb um 17:00 Uhr) von der ARGE Tanzenbergtunnel (bestehend aus ÖSTU-Stettin, Junger und Hereschwerke) im Auftrag der Asfinag einer Generalsanierung unterzogen. Die veraltete Tunneltechnik wurde dabei komplett überholt und an die derzeit gültigen Richtlinien für Tunnelsicherheit in den RVS angepasst. Die Kosten der Sanierung beliefen sich auf rund 40 Millionen Euro. Als nächstes Sanierungsprojekt der Tunnelkette Bruck stand der Massenbergtunnel zwischen Leoben West und Ost fest, der von 2009 bis 2010 generalüberholt wurde. Weitere Projekte an der Tunnelkette Bruck sind der Tunnel bzw. die Unterführungen Bruck, St. Ruprecht, Oberaich und Niklasdorf. Insgesamt belaufen sich die Gesamtkosten für diese Projekte auf rund 90 Millionen Euro.
Seit Anfang Mai 2019 wird die gesamte Innenstreckenbeleuchtung auf stromsparende und hellere LED-Beleuchtung umgerüstet.
In einer Presseaussendung vom 29. Juli 2010 gab die Asfinag bekannt, dass der Tanzenbergtunnel beim europäischen Tunneltest mit der Note „Sehr gut“ bewertet wurde und somit, zusammen mit dem Katschbergtunnel, zu den sichersten in Europa zählt.
Vier befahrbare „Querschläge“ verbinden die zwei im Achsabstand von 25 bis etwa 120 m verlaufenden Röhren für Notfälle miteinander. Beide Röhren weisen zusammen 4 Abstellnischen, sowie weitere 22 Notruf- und 46 Feuerlöschnischen auf. Die Überwachung des Tunnels erfolgt mittels der ebenfalls  neu errichteten Überwachungszentrale in Bruck/Mur.